# Hoofdschrijver
Een hoofdschrijver is een persoon die het team van schrijvers leidt voor een televisie- of radioserie. Deze titel komt veel voor bij soapseries, evenals bij sketchcomedy en talkshows die monologen en comedy-sketches bevatten. In fictieve comedy- of dramaseries wordt deze rol meestal uitgevoerd door een uitvoerend producent, die doorgaans ook de showrunner is.